# Sjezdovka (Šluknovská pahorkatina)
Sjezdovka či Kostelní vrch (německy Kirchberg) je kopec o nadmořské výšce 461 m, který leží v Mikulášovicích v Ústeckém kraji.

## Charakteristika
Vrch náleží ke geomorfologickému celku Šluknovská pahorkatina, jeho okrsku Šenovská pahorkatina a podokrsku Mikulášovická pahorkatina. Geologické podloží tvoří střednězrnný lužický granodiorit, kterým proniká žíla doleritu. Kromě nich se na vrchu vyskytuje bazanit, granodioritový porfyr a uzavřené xenolity biotitické ruly. Půdním pokryvem je převážně modální mesobazická kambizem, kterou na západním svahu doplňuje kambizem modální eutrofní. Podél jižního až severozápadního úpatí  protéká Mikulášovický potok a podél severovýchodního až severozápadního jeho přítok. Celý vrch tak náleží k povodí Sebnice a Labe a úmoří Severního moře. Vrcholová část je zalesněna smíšeným lesem, většina svahů však má zemědělské využití. Po východním svahu vede Kostelní stezka, při níž stojí několik křížů. Na jižním svahu stojí továrna Mikov.

## Galerie

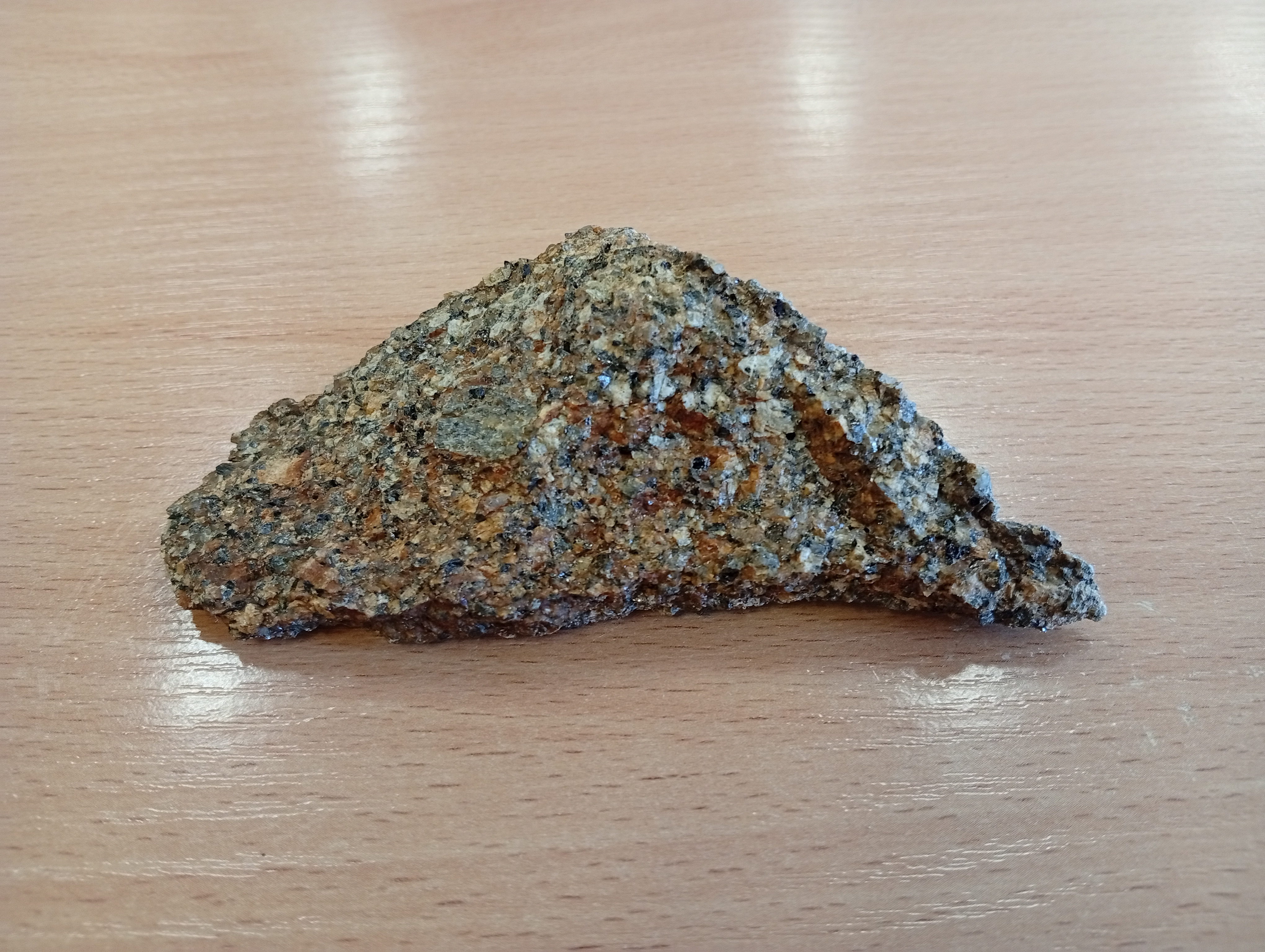
Lužický granodiorit
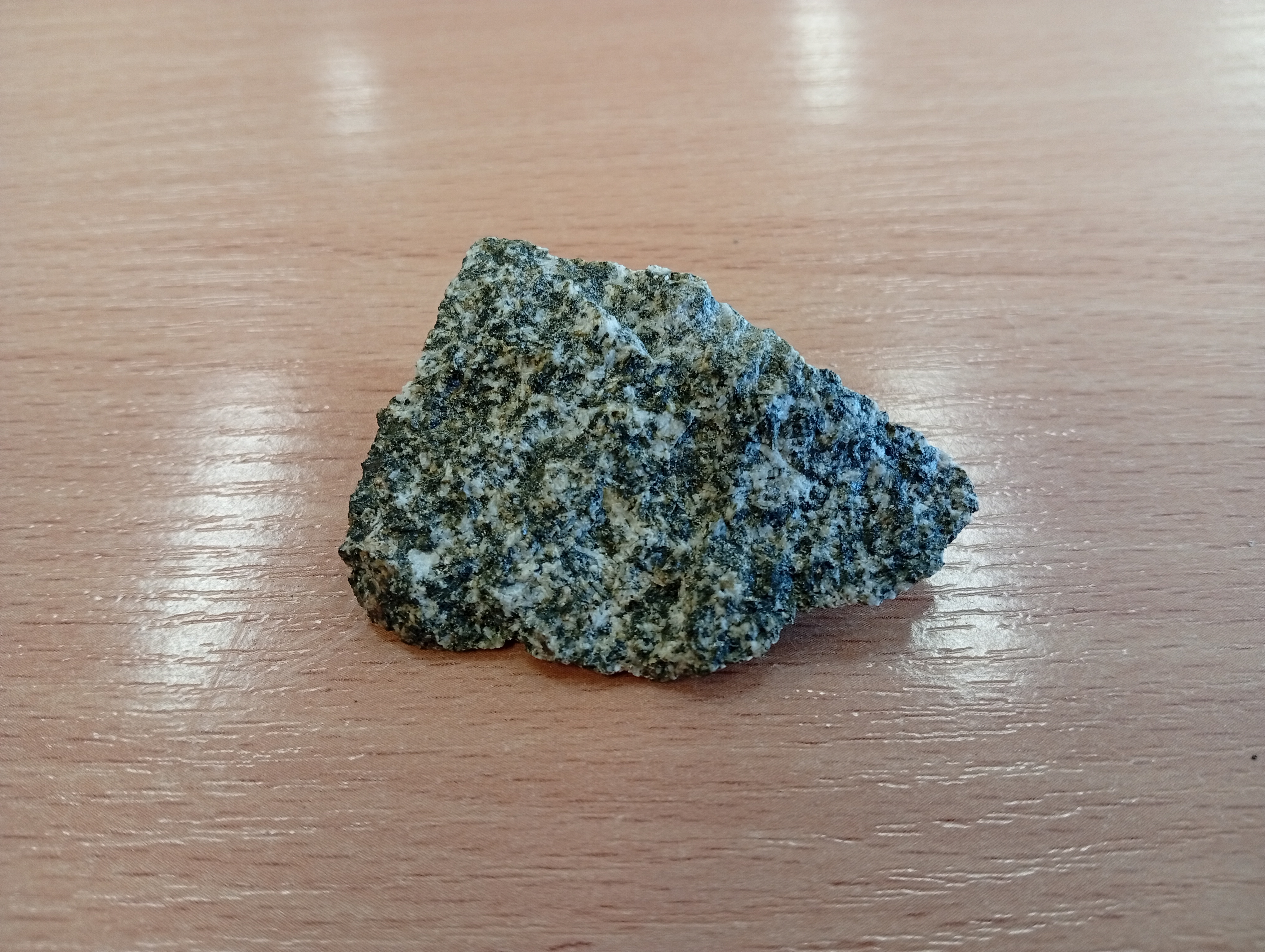
Dolerit
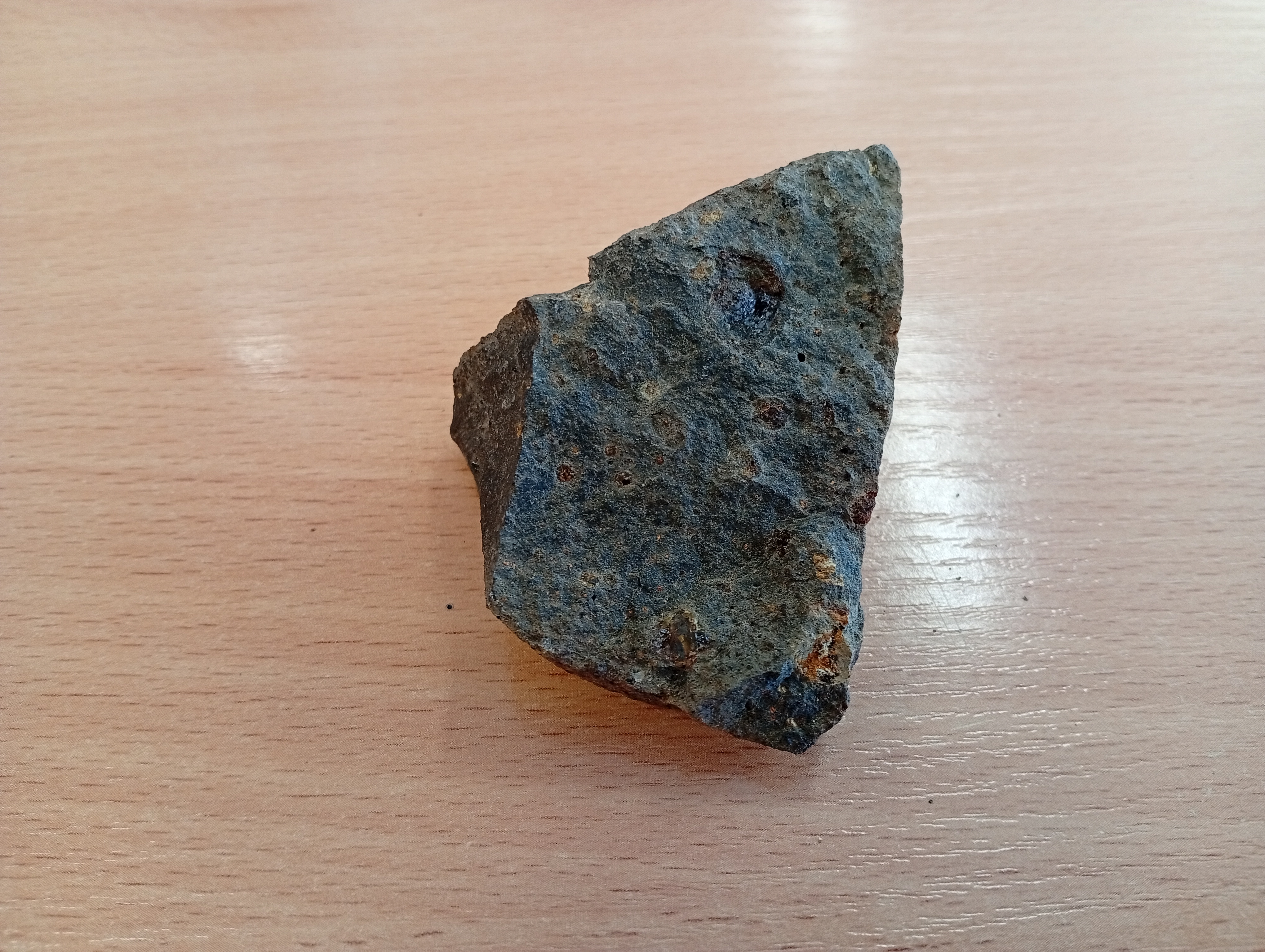
Bazanit
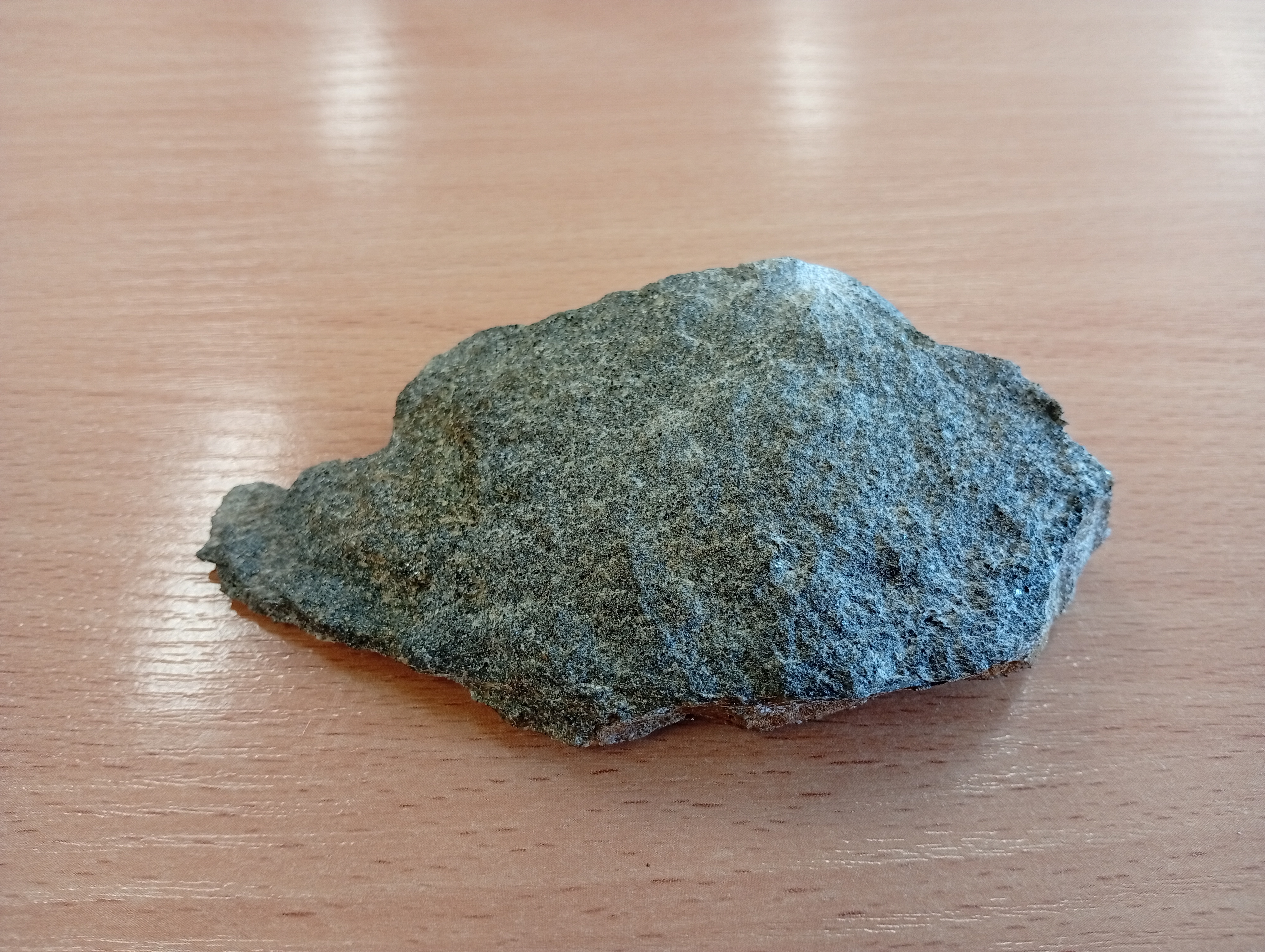
Biotitická rula
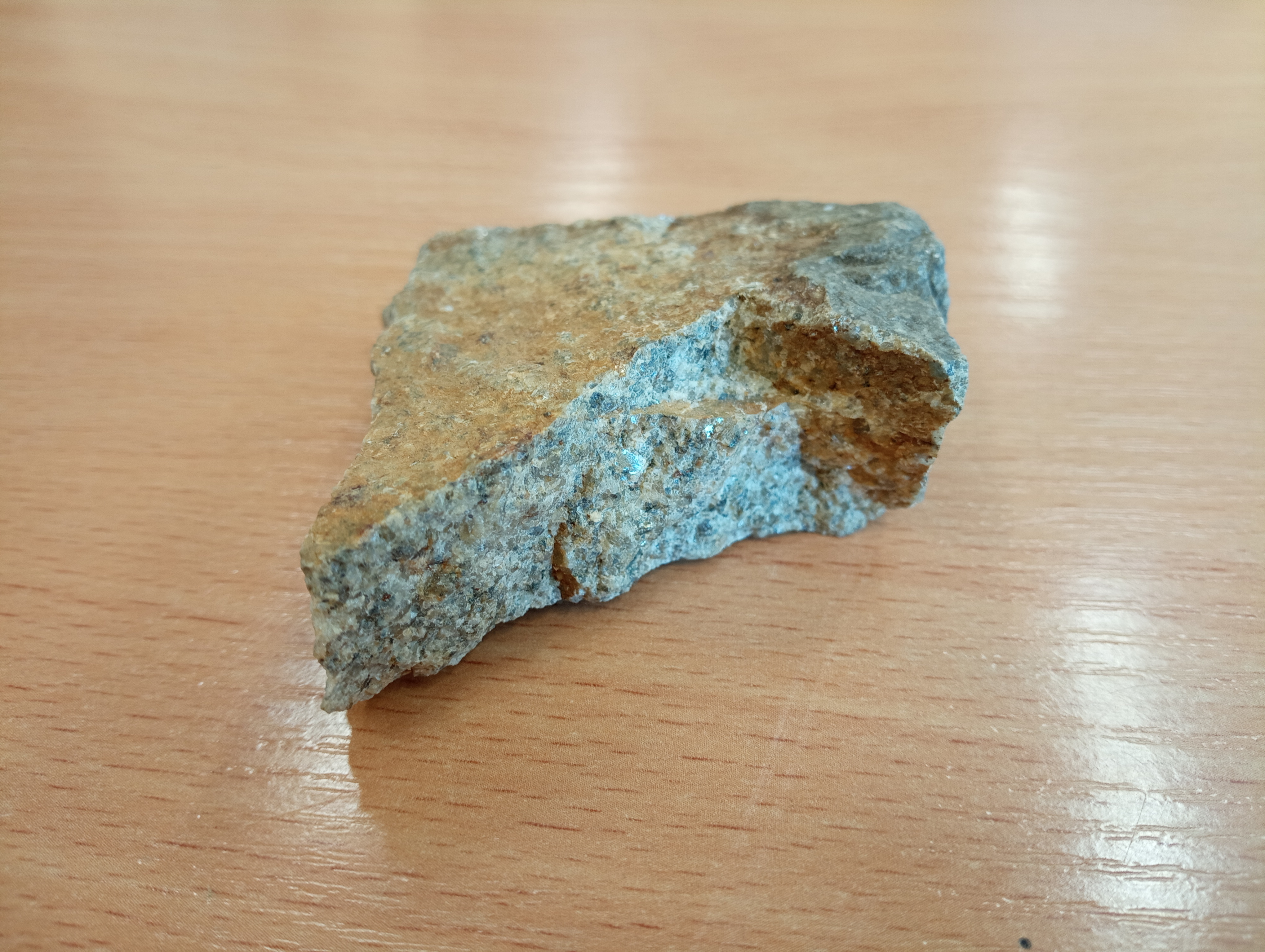
Granodioritový porfyr